# Hyptia petiolata
Hyptia petiolata är en stekelart som först beskrevs av Fabricius 1798.  Hyptia petiolata ingår i släktet Hyptia och familjen hungersteklar. Inga underarter finns listade i Catalogue of Life.